# Saumpilze
Die Saumpilze (Lacrymaria) sind eine Pilzgattung aus der Familie der Mürblingsverwandten.

## Merkmale

### Makroskopische Merkmale
Der mittelgroße Fruchtkörper besitzt einen feinsamtigen bis schuppigen, dünnfleischigen Hut; am Rand befindet sich ein Fasersaum. Der Stiel ist oft wie der Hut feinsamtig bis schuppig; er ist unberingt. Häufig ist eine stark ausgeprägte Cortina sichtbar. Die Lamellen sind ausgebuchtet bis abgerundet angewachsen. Sie sind anfangs fleischbräunlich gefärbt und scheiden Tränen ab. Später sind die Blätter purpurschwärzlich gescheckt und nicht zerfließend. Sie weisen eine weiße Lamellenschneide auf. Das Sporenpulver ist umbrabraun bis braunschwarz.

### Mikroskopische Merkmale
Die Sporen selbst sind zitronenförmig, mit warziger Oberfläche und besitzen einen großen Keimporus. Zystiden sind an den Lamellenflächen und -schneiden und an der Stieloberfläche zu finden. Die Hyphensepten besitzen Schnallen.

## Gattungsabgrenzung
Von den Faserlingen unterscheiden sich die Saumpilze durch den namensgebenden Saum am Hutrand, die gescheckten Lamellen und die warzigen Sporen.

## Ökologie
Die Saumpilze leben saprophytisch in nährstoffreichen Böden. Sie sind häufig auf Totholz und Ruderalflächen zu finden.

## Arten
Die Saumpilze bestehen aus 14 Arten, von denen 3 in Europa vorkommen.
| Saumpilze (Lacrymaria) in Europa    |                         |                                                       |
| Deutscher Name                      | Wissenschaftlicher Name | Autorenzitat                                          |
| Alpiner oder Kiesliebender Saumpilz | Lacrymaria glareosa     | (J. Favre 1958) Watling 1979                          |
| Tränender Saumpilz                  | Lacrymaria lacrymabunda | (Bulliard 1785 : Fries 1821) Patouillard 1887         |
| Feuerfarbener Saumpilz              | Lacrymaria pyrotricha   | (Holmskjold 1790 : Fries 1832) Konrad & Maublanc 1924 |

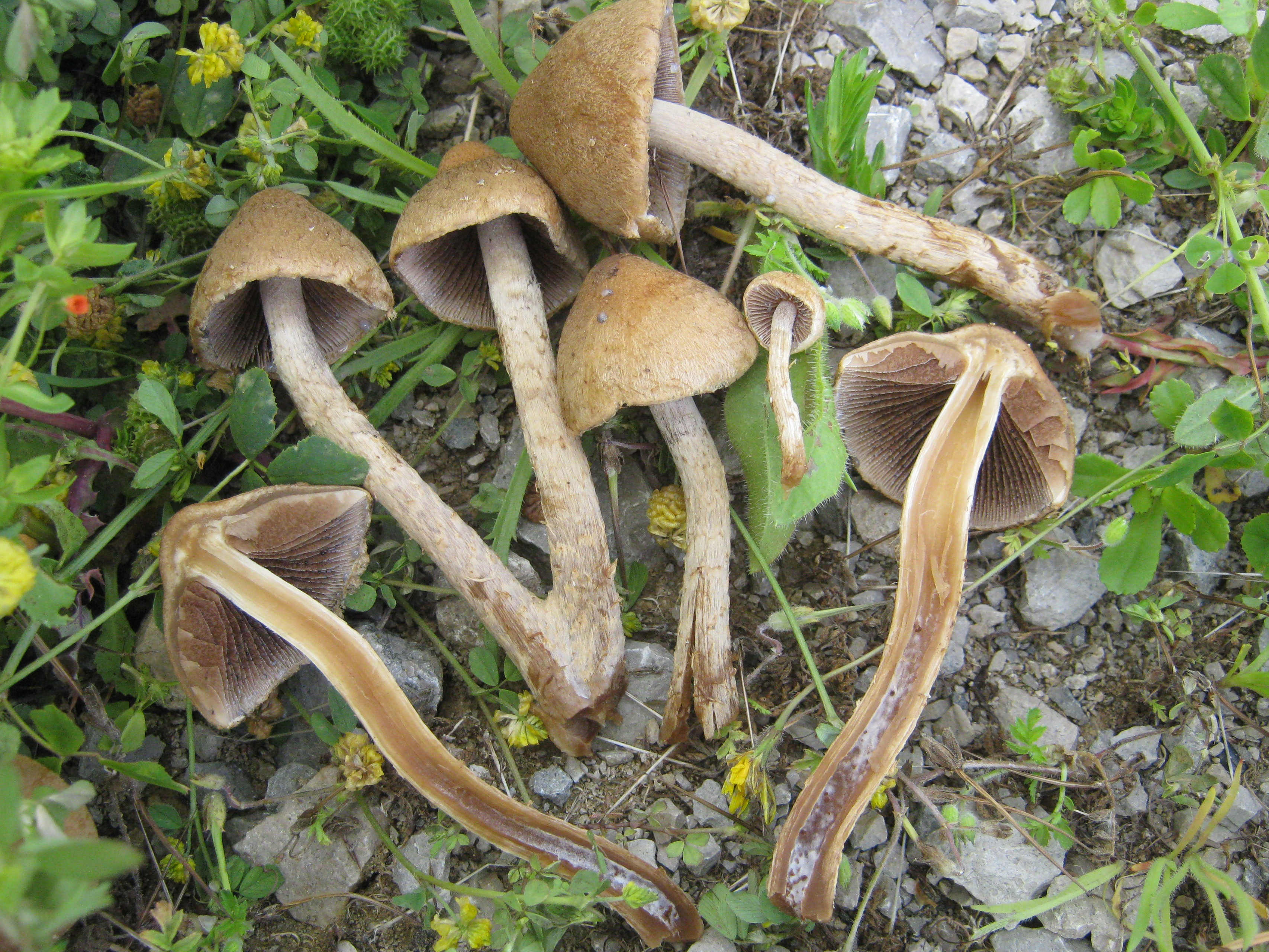
Tränender Saumpilz Lacrymaria lacrymabunda
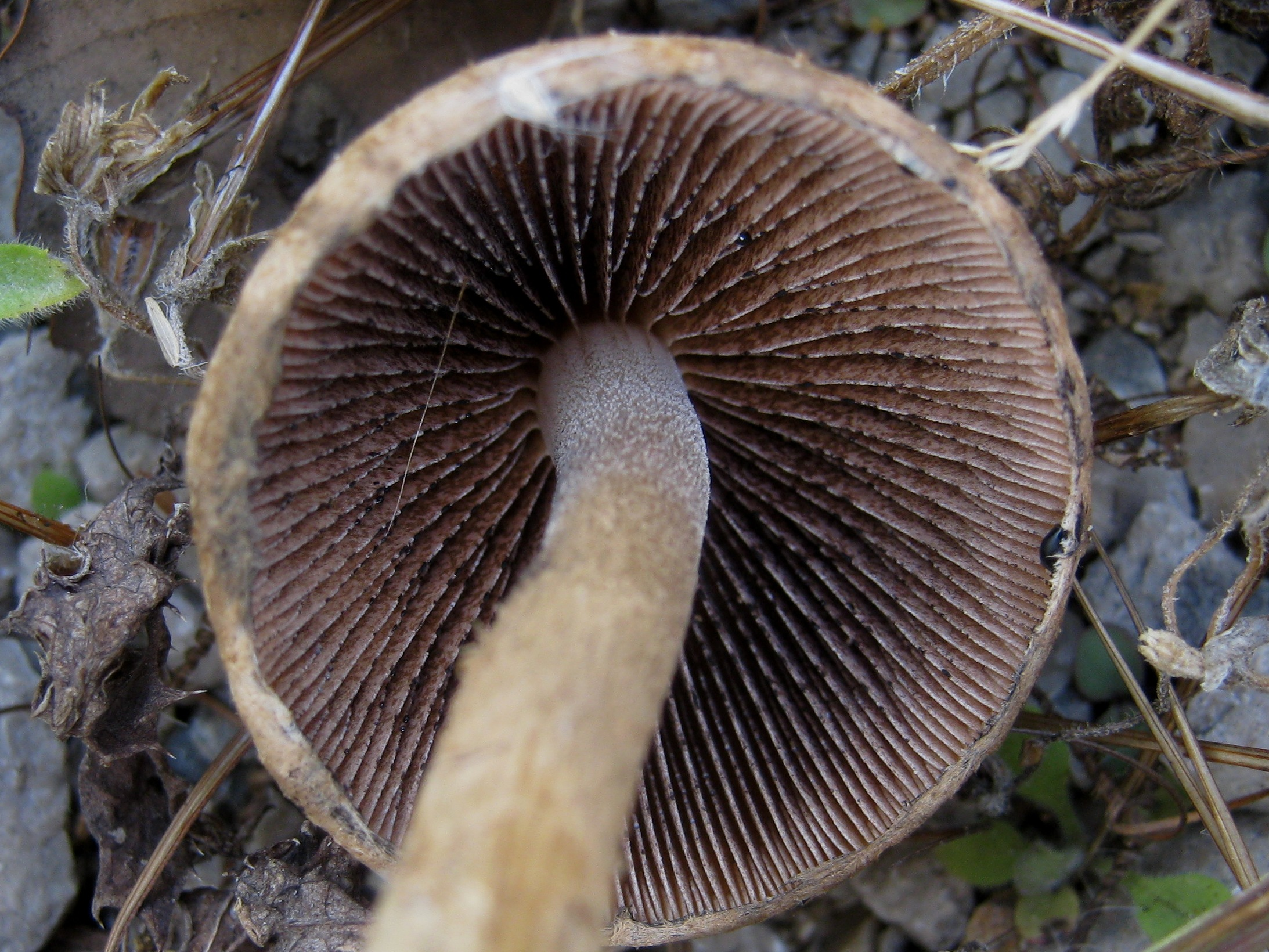
Tränender Saumpilz Lacrymaria lacrymabunda
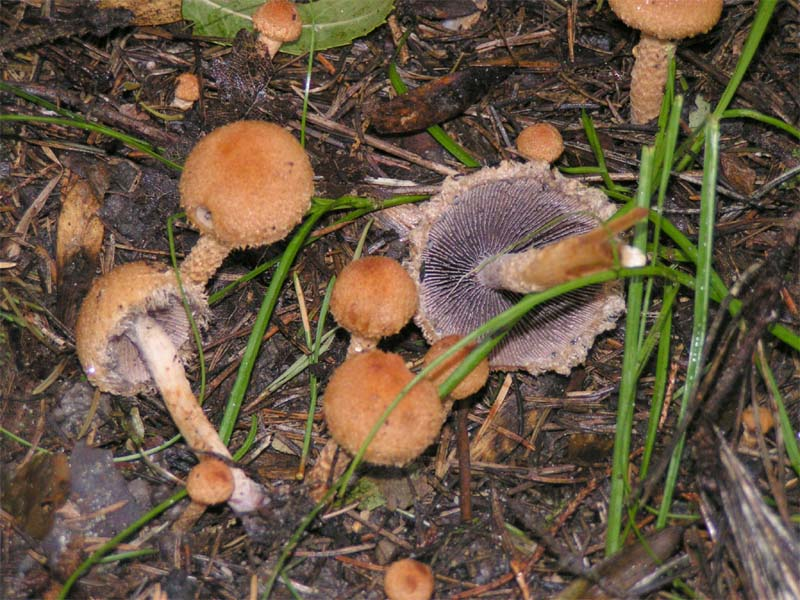
Feuerfarbener Saumpilz Lacrymaria pyrotricha